# 瑪麗亞·利奧波汀 (奧地利-提洛)
瑪麗亞·利奧波汀（德語：Maria Leopoldine，1632年4月6日—1649年8月7日），神聖羅馬皇后，奧地利-提洛公爵利奧波德五世的女兒。

## 家庭
1648年，瑪麗亞·利奧波汀與神聖羅馬皇帝斐迪南三世結婚，兩人的獨子卡爾·約瑟夫於隔年出生。